# Omicidio all'italiana
Omicidio all'italiana è un film del 2017, diretto ed interpretato da Maccio Capatonda.
La pellicola è il secondo lungometraggio di Capatonda dopo Italiano medio (2015).

## Trama
Acitrullo è un piccolissimo paese di 16 anime, del quale i fratelli Piero e Marino Peluria sono sindaco e vicesindaco. In tutto il paese non è mai arrivato il progresso tecnologico, e tra gli abitanti, la cui età media è di 68 anni, vige una totale ignoranza. Tutti i progetti che il sindaco fa per portare il progresso in città sono finanziati dalla contessa Ugalda Martirio in Cazzati: dopo l'ennesimo fallimento di uno di questi, la donna dice che smetterà di aiutare il paese. Quella sera stessa, la contessa muore soffocata dalla cena preparata dalla sua badante, Concetta. Poco prima del decesso della nobile, Piero e Marino, venuti a scusarsi per gli eventi precedenti, vedono morire la contessa davanti ai propri occhi sul divano. Il sindaco decide allora di inscenare un omicidio, così da attirare l'attenzione del programma televisivo di criminologia Chi L'Acciso, condotto dall'avvenente "giornalista" Donatella Spruzzone. Questo per stimolare l'interesse degli spettatori e indurre turisti a visitare Acitrullo.
Il piano riesce: Marino butta dalla cima del campanile il servizio di coltelli della contessa sul suo cadavere e il paese viene inondato da giornalisti, troupe televisive, nonché di turisti che accorrono per farsi fotografare nei luoghi della supposta tragedia e acquistare souvenir a tema. Il commissario Fiutozzi si trova sul luogo del delitto insieme alla poliziotta Sandra Pertinente: quest'ultima vuole veramente risolvere il caso di omicidio, mentre il commissario è solo interessato alla popolarità che gli può dare lo spettacolo televisivo. Presto arriva però il referto della scientifica e viene scoperta la verità: la contessa era infatti morta precedentemente all'accoltellamento per difficoltà respiratorie. Piero trafuga tempestivamente il referto e commissiona al fratello la sua distruzione.
Marino però preferisce gettare il documento dalla cima del campanile, facendolo così trasportare dal vento e finire dritto nell'ufficio del commissario. Fiutozzi si reca dalla Spruzzone per rivelarle la scoperta fatta ma la donna, ricordandogli che la televisione fa uso di spettacolo e non di verità, si fa dare i documenti e li nasconde dicendo al commissario di continuare le indagini (prospettandogli una possibile promozione a Questore grazie alla popolarità del programma televisivo). Nel frattempo, ad Acitrullo avvengono molti cambiamenti nelle usanze e nella gestione dei negozi a causa dell'affluire dei turisti: mentre Marino e gli altri anziani abitanti si abituano presto alla modernità, Piero teme per la perdita delle tradizioni locali. A Chi L'Acciso il televoto riconosce Antonello Zumba, venditore ambulante del paese, come principale sospettato dell'omicidio.
La Pertinente però, ha recuperato di nascosto le impronte digitali di Piero, rivelando il coinvolgimento del sindaco nel caso. Costretto a scappare insieme al fratello, Piero si dirige a Campobasso. Poco dopo vengono però raggiunti dalla troupe di Chi L'Acciso, che si occupa di prelevare Piero e Marino.
Durante il programma, tuttavia, la Dottoressa Spruzzone, con uno scoop a sorpresa, mostra il vero referto della scientifica consegnatole da Fiutozzi: rivelata la vera causa della morte della contessa, la giornalista accusa la polizia in diretta televisiva manifestando la sua inefficienza e il coinvolgimento di innocenti in questo importante caso. Derisi dal pubblico in quanto "falsi assassini", i fratelli Peluria se ne ritornano ad Acitrullo ormai abbandonata sia dai turisti che dai vecchi abitanti che hanno assaporato le gioie della notorietà. Mentre riflettono ai tavolini del bar abbandonato, i Peluria ricevono la visita della Pertinente: durante la conversazione, Piero ricorda l'allergia della contessa al Babbacchione, dolce tipico di Acitrullo.
A questo punto, la poliziotta recupera nuovamente il referto della scientifica e fa notare ai due che nello stomaco della contessa furono trovate numerose tracce di Babbacchione. I tre, allora, si rendono conto che quello della contessa è stato comunque un omicidio, ma avvenuto per avvelenamento. Si recano così da Concetta, che sta facendo le valigie per lasciare la città, e la mettono alle strette. La donna cerca di scappare, ma viene fatta cadere dalle scale da Piero. Facendole perdere la maschera di cerone che indossa, viene rivelata la vera identità della donna, in realtà un uomo travestito: Concetto, figlio non riconosciuto della contessa. Usando un piano architettato da anni, il figlio è riuscito ad attentare alla vita della madre, sia per intascare il patrimonio come unico erede, sia come atto di vendetta verso la donna per non averlo mai riconosciuto come figlio. Dopo avere catturato i due fratelli e la poliziotta, Concetto si prepara ad ucciderli con una trappola meccanica. Proprio quando la trappola sta per scattare, tutto si blocca. Il meccanismo si è infatti inceppato, grazie all'intervento celestiale del santo patrono di Acitrullo, San Ceppato.
I tre raggiungono in fretta Concetto che si prepara a prendere l'autobus per fuggire, arrestandolo. La Pertinente si prepara a consegnarlo alla giustizia, ma Piero le ricorda che dalla giustizia passerebbe al processo in prescrizione, alla scarcerazione dopo due anni e alla sua esaltazione a spettacolo mediatico. Si decide così di trovare un'alternativa utilizzando l'assassino per contribuire alla popolarità di Acitrullo. I due fratelli aprono dunque un negozio di sartoria unico al mondo, dove Concetto viene tenuto incatenato come schiavo. I vestiti, ideati da Piero che fa da stilista (dopo aver ceduto il posto di sindaco alla Pertinente), vengono ricavati dalla lavorazione degli innumerevoli peli di Marino.

## Produzione

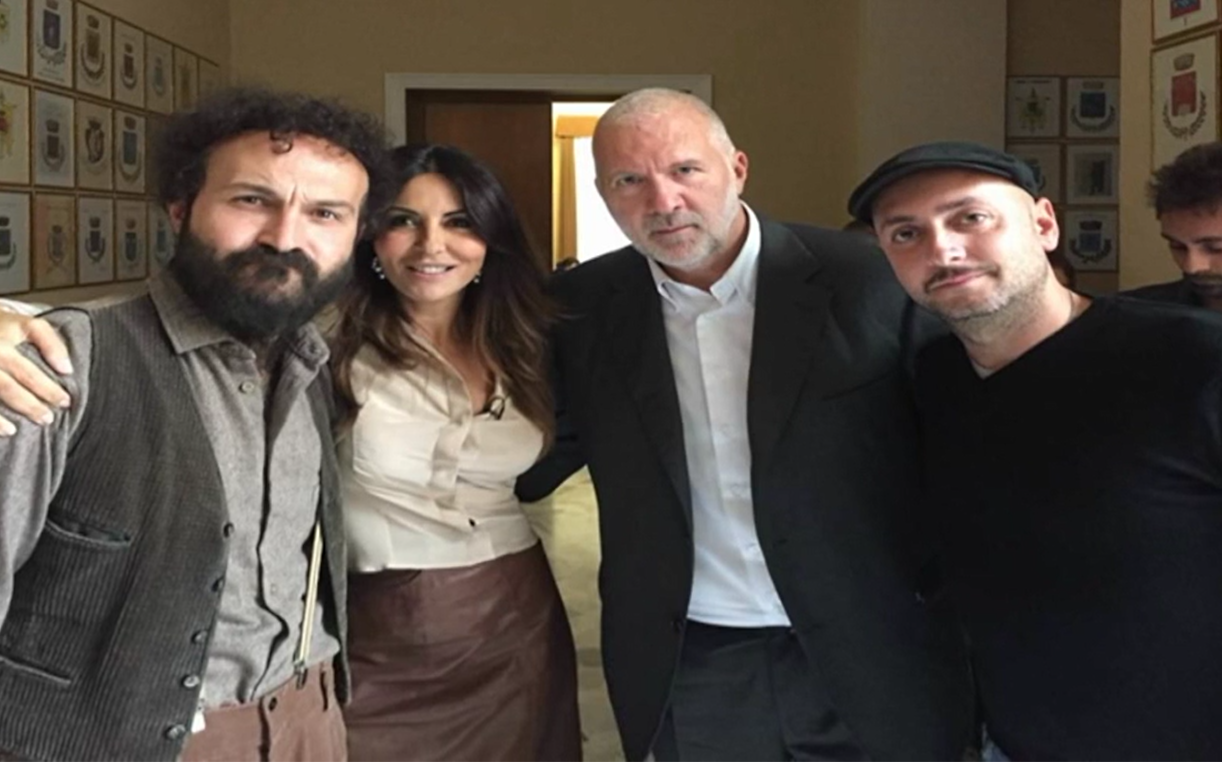
Da sinistra: Maccio Capatonda, Sabrina Ferilli, Massimo Picozzi e Enrico Venti sul set del film a Chieti.

Il film è stato girato in Abruzzo, principalmente nel borgo alto di Corvara, in provincia di Pescara, e in parte in un set ricreato a Chieti. Alcune scene sono state girate nel cinema di Montesilvano, provincia di Pescara.

## Promozione
Il primo teaser trailer del film viene diffuso sul canale YouTube del regista il 26 gennaio 2017 mentre il trailer esteso viene diffuso il 6 febbraio seguente.

## Distribuzione
La pellicola è stata distribuita nelle sale cinematografiche italiane a partire dal 2 marzo 2017.

## Accoglienza

### Incassi
Nel primo weekend di programmazione nelle sale italiane, il film si posiziona al sesto posto con un incasso di 577 000 euro. Alla fine del secondo weekend il film arriva a 976 000 euro, mentre l'incasso totale è di 1 042 265 euro.

## Riconoscimenti
- 2017 - Nastro d'argento[7][8]
  - Migliore attrice non protagonista a Sabrina Ferilli
  - Candidatura per la migliore commedia
- 2017 - Noir in Festival[9]
  - Candidatura per il premio Caligari